# Tomoxia contracta
Tomoxia contracta este o specie de coleopter în genul Tomoxia care este în familia Mordellidae. A fost descris de către George Charles Champion în 1891.